# سیارک ۴۱۷
سیارک ۴۱۷ (به انگلیسی: 417 Suevia، نامگذاری:1896CT) چهارصد و هفدهمین سیارک کشف شده‌است که در ۶ مه ۱۸۹۶ و در هایدلبرگ کشف شد.
قدر مطلق سیارک برابر ۹٫۳۴ است.